# Henri Forss
Henri Forss, född 1981 i Esbo, är en finländsk journalist och författare.
2010 debuterade Henri Forss som författare med De säger att de känner gud, men de ljuger - Reportage från Iran.